# Hastingsia
Hastingsia (лат.) — олиготипный род однодольных растений семейства Спаржевые (Asparagaceae). Выделен американским ботаником Серено Ватсоном в 1879 году.
Представителей рода Hastingsia иногда включают в состав рода Schoenolirion.

## Систематика
В состав рода входят четыре вида растений:
- Hastingsia alba (Durand) S.Watsontypus[2]
- Hastingsia atropurpurea Becking
- Hastingsia bracteosa S.Watson
- Hastingsia serpentinicola Becking

## Распространение

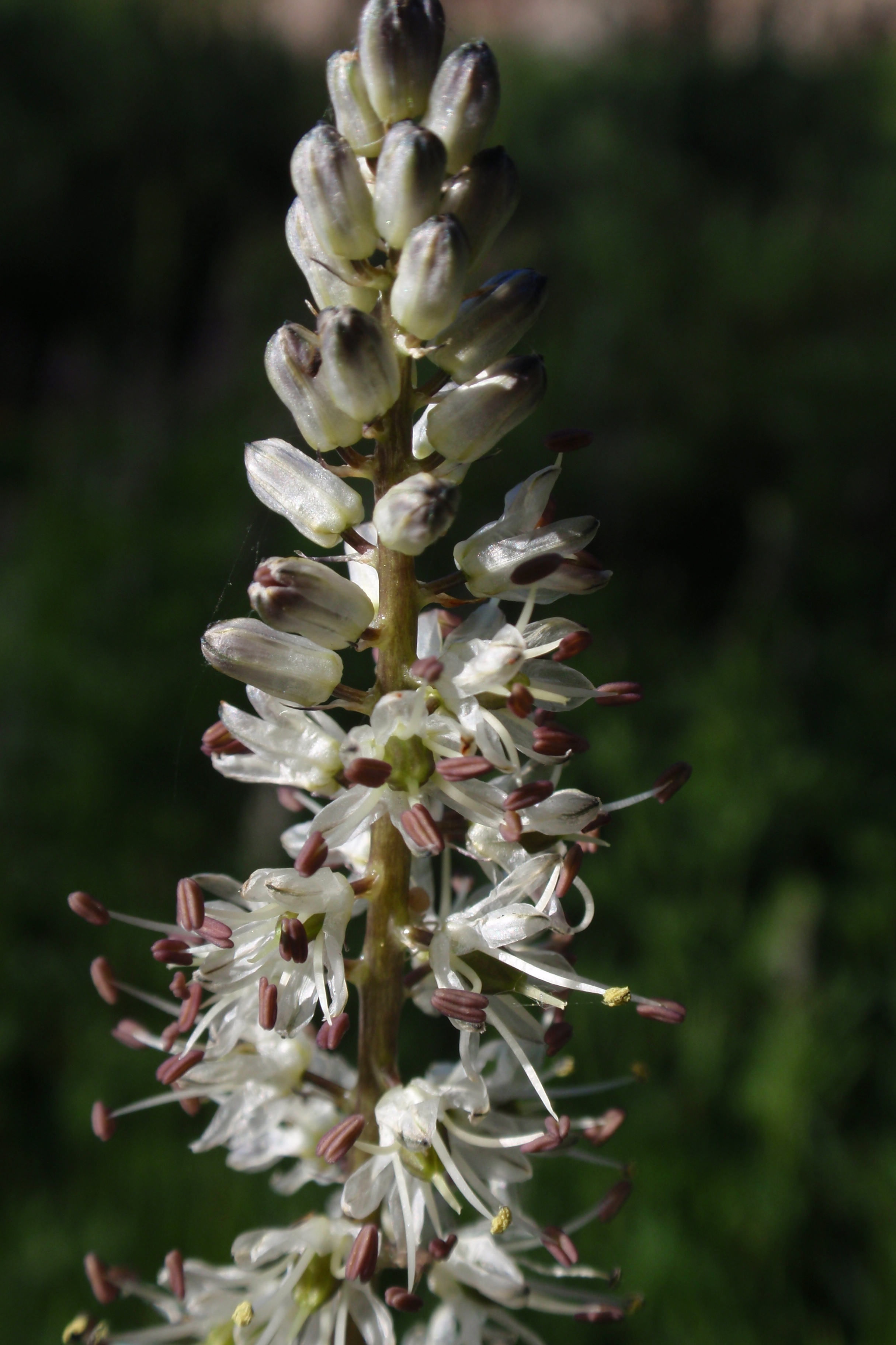
Соцветие Hastingsia alba

Все четыре вида являются эндемиками США. Известны от юго-запада Орегона до северной Калифорнии.

## Общая характеристика
Многолетние травянистые луковичные растения.
Луковица одиночная, мясистая, от яйцевидной до эллипсоидной формы; оболочка волокнистая, черноватого оттенка.
Листья преимущественно базальные.
Стрелка одиночная. Соцветие кистевидное. Цветки с шестью лепестками.
Плод — трёхлопастная коробочка от эллипсоидной до эллипсоидно-яйцевидной формы, слегка суженная на вершине. Семена веретеновидные, серо-зелёно-чёрные или желтовато-коричневые; оболочка семени грубая, сетчатая.